# Dossierung

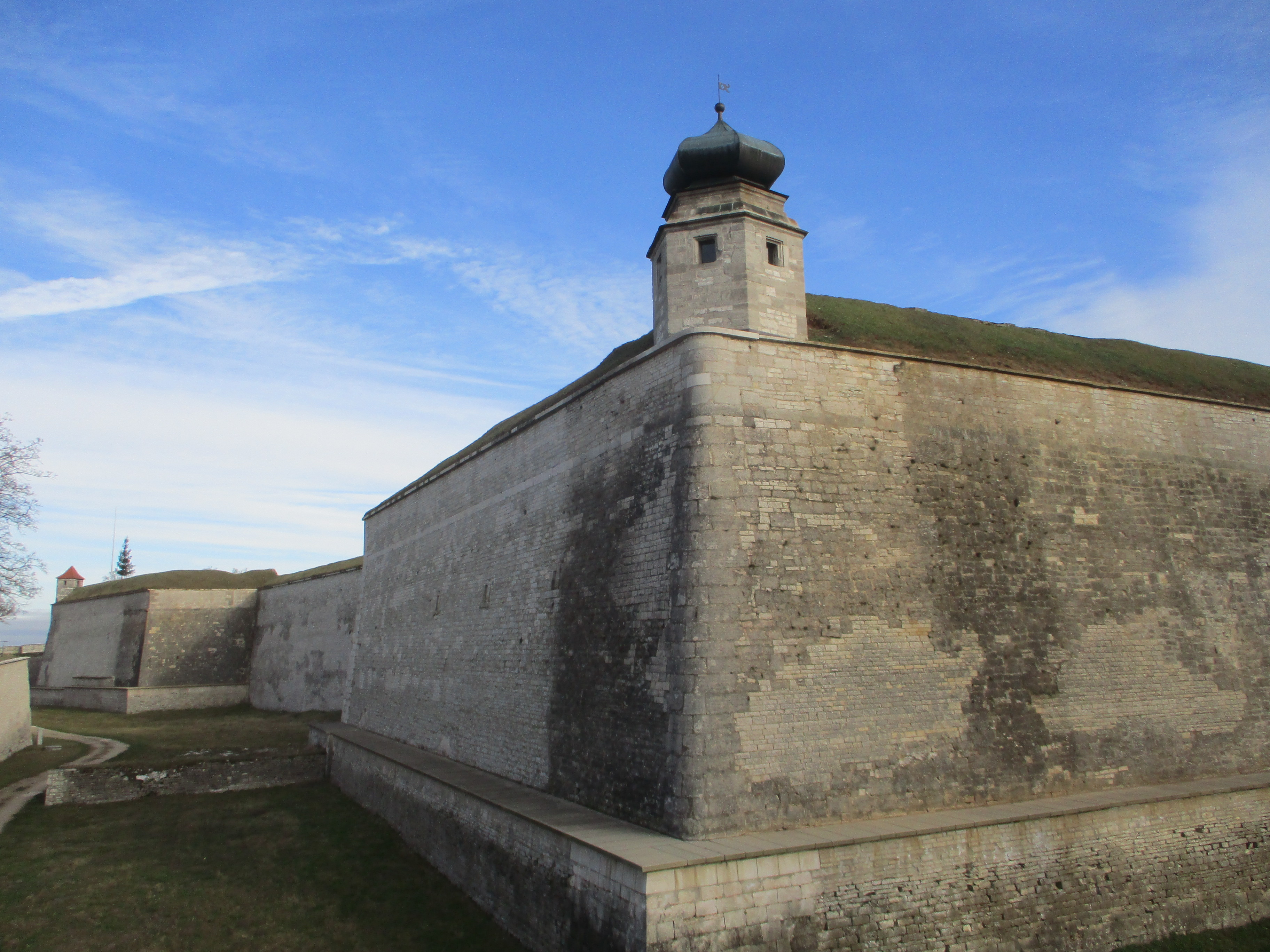
Dossierte Festungsmauern (Bastion Hauptwache der Wülzburg)

Dossierung (früher auch Abdachung) bezeichnet im Bauwesen allgemein eine Böschung, also die Neigung einer Fläche zur Horizontalebene. Der Begriff kommt ursprünglich aus dem Festungsbau für Wälle, Gräben und Mauern, wird aber auch im Tiefbau, Landschaftsbau und Deichbau sowie gestalterisch verfeinert in der Architektur verwendet.

## Dossierung im Festungsbau
Die Dossierung (früher auch Docierung) von Festungsmauern wurde vom Burgenbau des (vorderen) Orients übernommen (Krak des Chevaliers, Syrien), ursprünglich zur Verbesserung der Standfestigkeit, später im Festungsbau wohl auch als bloßes Gestaltungsmotiv gedacht, das ‚Festigkeit‘ ausdrücken soll.

In der europäischen Kriegsbaukunst des 16. bis 19. Jahrhunderts spielten auch die als Dossierung bezeichneten geböschten Grabenwände von Escarpe und Contrescarpe (von französisch escarpe = innere Böschung bzw. von contrescarpe = Außenböschung, bedeckter Weg) eine große Rolle. Die Escarpe ist die innere, dem Verteidiger zunächst liegende, die Contescarpe die äußere, dem Angreifer zugekehrte Grabenwand. 

Dossierungen im Burgen- und Festungsbau
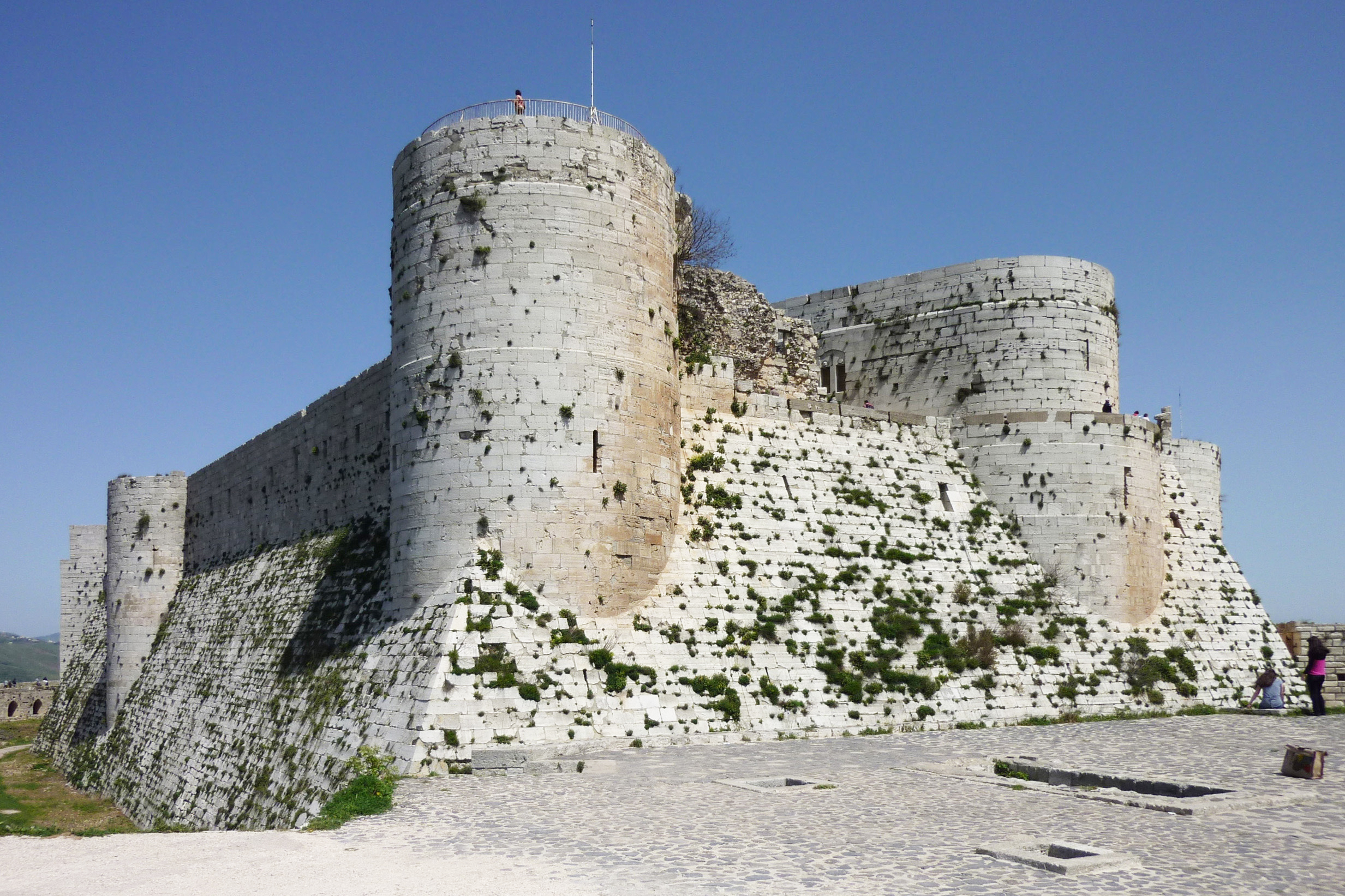
Dossierte Festungsmauern (Kreuzritterburg Krak des Chevaliers, Syrien)
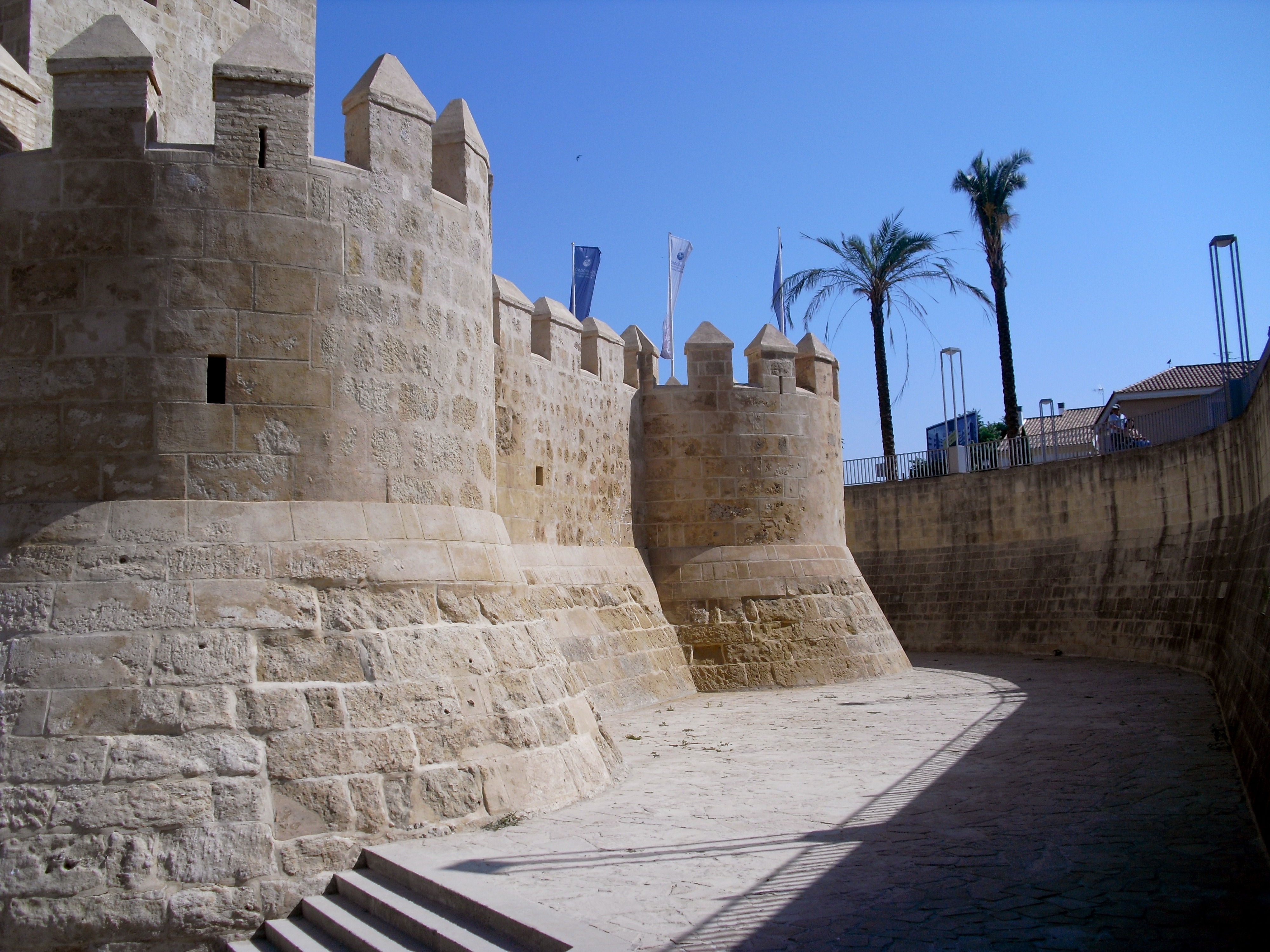
Links Escarpemauer, rechts Contreecarpemauer (Torre de la Calahorra, Córdoba)
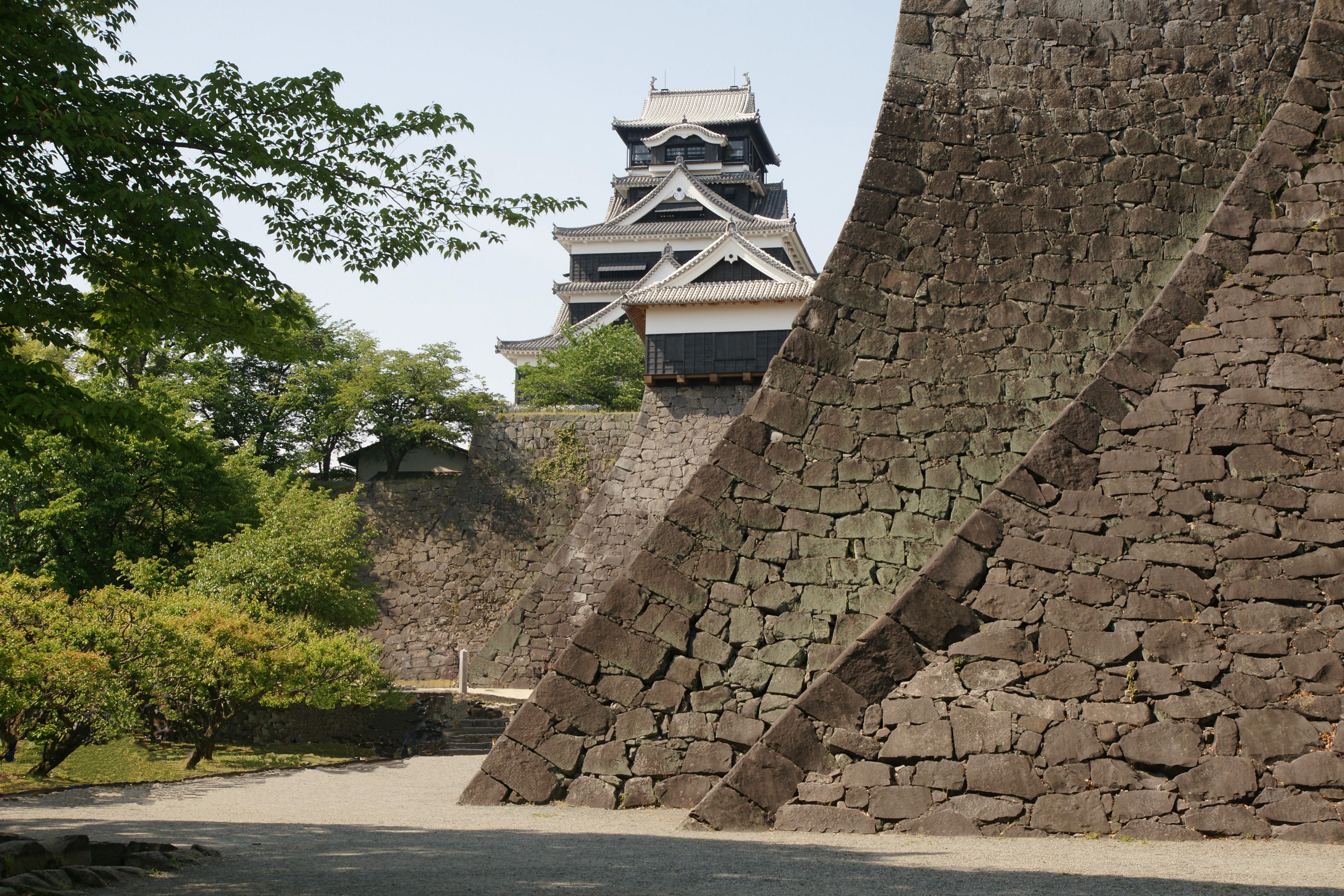
Eine ausgeprägte Dossierung ist typisch für die Grundmauern Japanischer Burgen, hier: Burg Kumamoto

## Dossierung im Tiefbau, Landschaftsbau und Deichbau
Stützmauern aus Natursteinmauerwerke, die  der Abstützung von Erdreich im Gelände dienen, können eine Dossierung aufweisen, die den Grad der Schrägstellung bezeichnet. Solche Mauern werden im Querschnitt aus statischen Gründen bis 1,00 m Höhe mit ca. 10 % und über eine Höhe von 1,00 m bis zu ca. 20 % Neigung, gemauert.

Befindet sich hinter den Natursteinmauern eine Betonwand, die das Erdreich abfängt, entfällt die statische Funktion bei der Ausführung der Dossierung. Die Natursteinmauer erzeugt so die Illusion, dass sie das Gelände abstützt. Mauerwerke, die zum Wasserschutz errichtet werden, haben eine Dossierung bis zu 45 %.

Beispiele
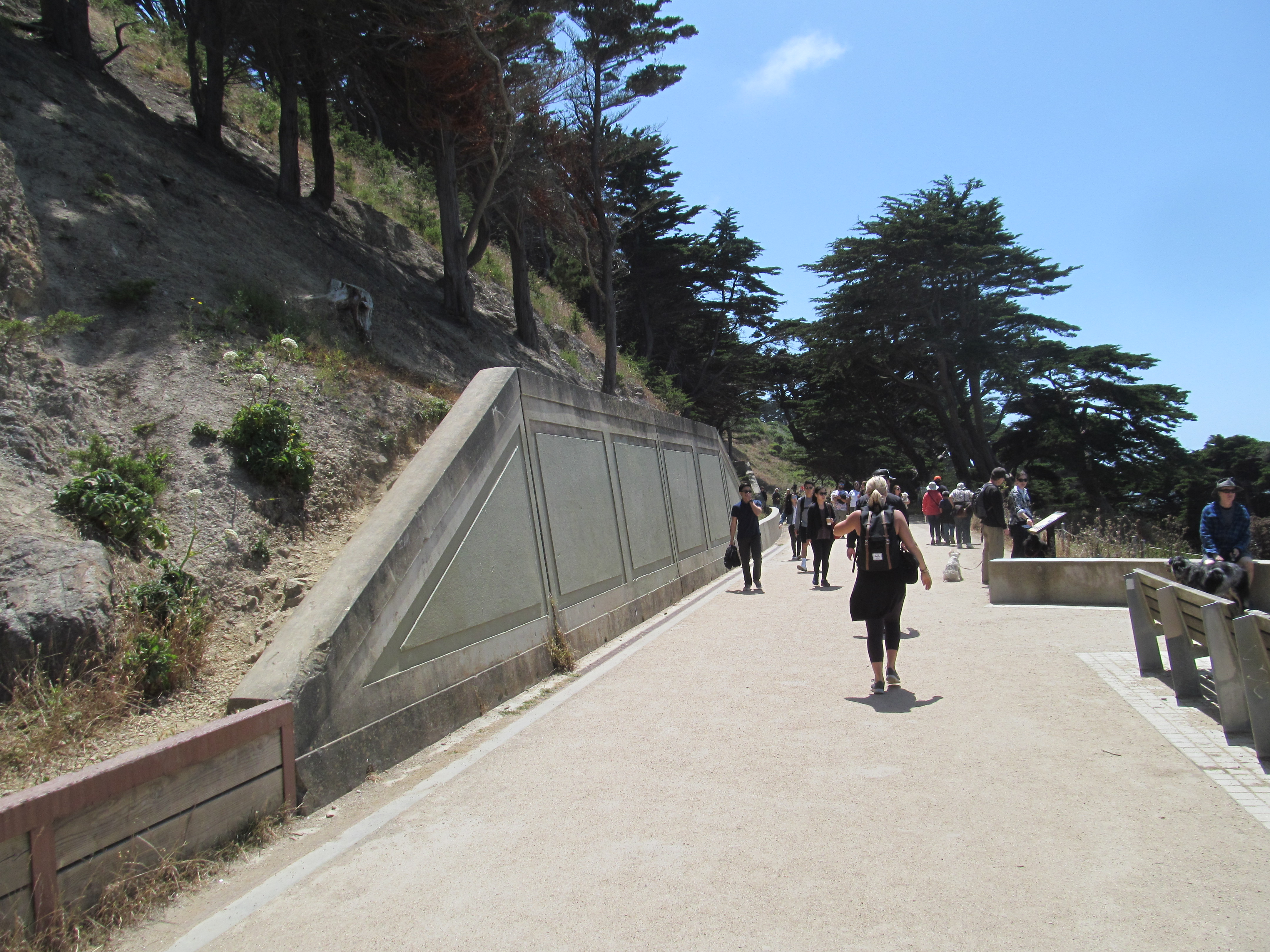
Betonierte Hang-Stützmauer mit Dossierung
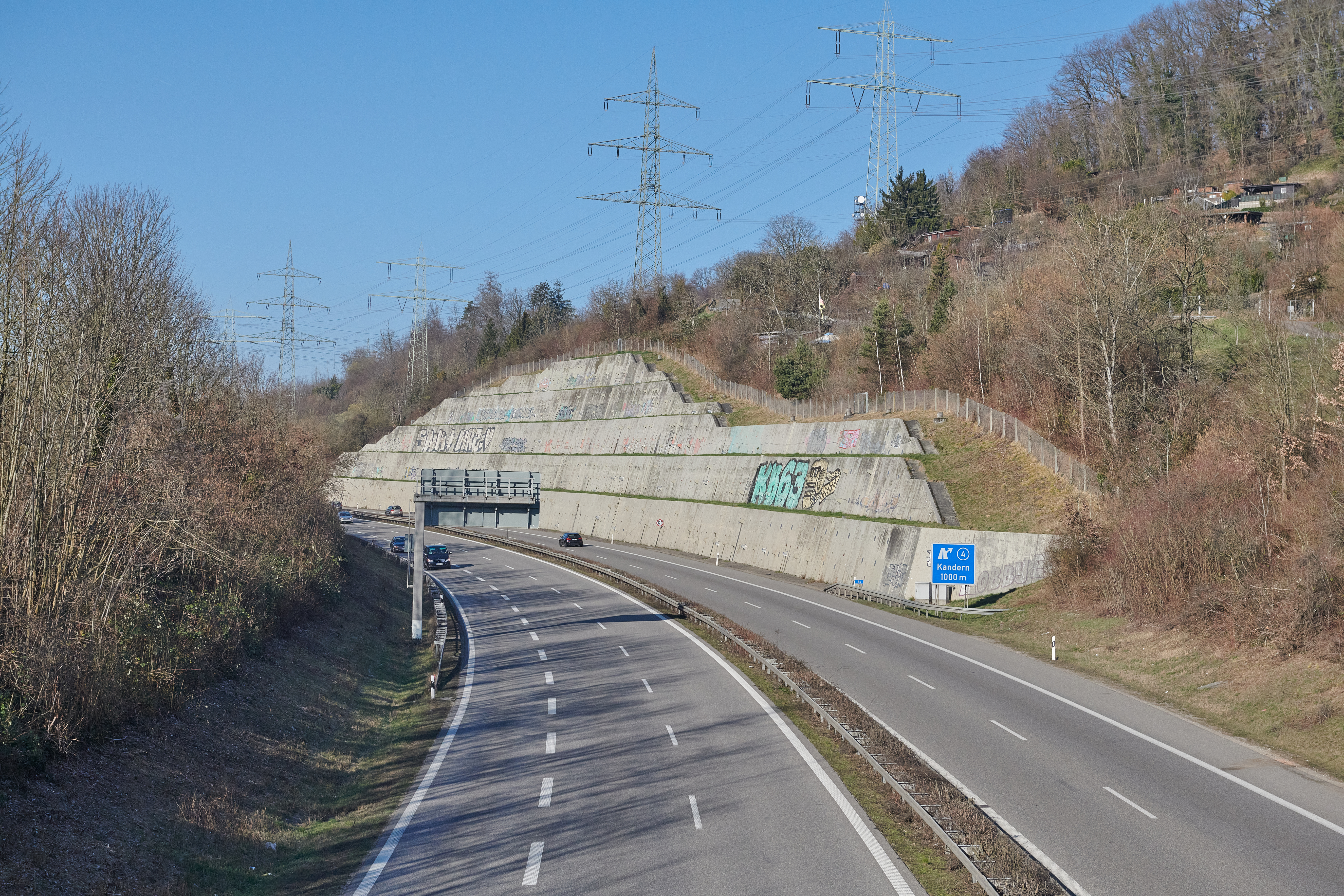
Dossierte Beton-Stützmauer in einem Geländeeinschnitt (Bundesautobahn A 98, Rötteler Hang)

## Dossierung im Hochbau
In der Architektur ist die Dossierung als Abschrägung des Gebäudesockels stets nur äußerlich und wurde früher auch Abdachung oder Anzug genannt.
Die schon in der Geschichte der Kriegsbaukunst feststellbare Tendenz, dass geböschte Festungsmauern später als bloßes Gestaltungsmotiv erscheinen, ist in der allgemeinen Baukunst seit der Renaissance bis ins 20. Jahrhundert hinein auf repräsentative Fassaden übertragen worden. Dort fand die Dossierung insbesondere zur Gestaltung des Sockels oder des Sockelgeschosses Verwendung, um auch hier durch eine Böschung besondere Festigkeit zu veranschaulichen. Dass sich Dossierung zur reinen Zierform wandelte, zeigt baukonstruktiv der Steinschnitt der Werksteinquader, denn die Lagerfugen sind horizontal und die Schräge nur an der Front ausgebildet.
Noch in Mauerwerks-Lehrbüchern des Historismus der Zeit um 1900 war die Gestaltung und Wirkung der Dossierung beim Gebäudesockel ein Thema. So lehrte ein Bauformen-Fachbuch von 1899: „Dieselbe [Dossierung] wirkt aber nur gut, wenn sie ziemlich steil gehalten ist und auch nur da, wo man die Mauern in der Seitenansicht zu sehen bekomm. Bei eingebauten Häusern hat sie wenig Zweck. Ein solcher Sockel hebt gewissermassen das darauf ruhende Gebäude in die Höhe, welche Wirkung bei freistehenden Gebäuden noch dadurch verstärkt werden kann, dass die Anschüttung (als grüner Rasenstreifen) flach geneigt vom Haus abfällt.“
Der Anzug als äußere Abschrägung konnte im Hochbau auch bei freistehenden, hohen Schornsteinen eine Rolle spielen, wobei hier die Dossierung durch eine außen abnehmende Wandstärke des Schafts entsteht.

Dossierung im Hochbau
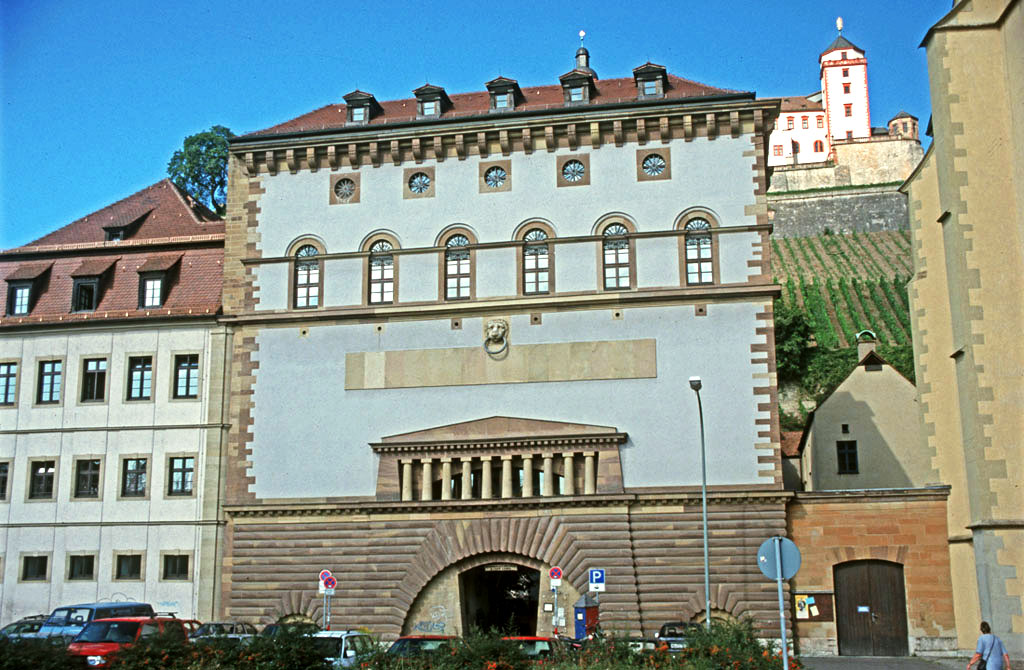
Dossierung als architektonische Zierform: Eingangsrisalit des Frauenzuchthauses Würzburg (erbaut 1809)
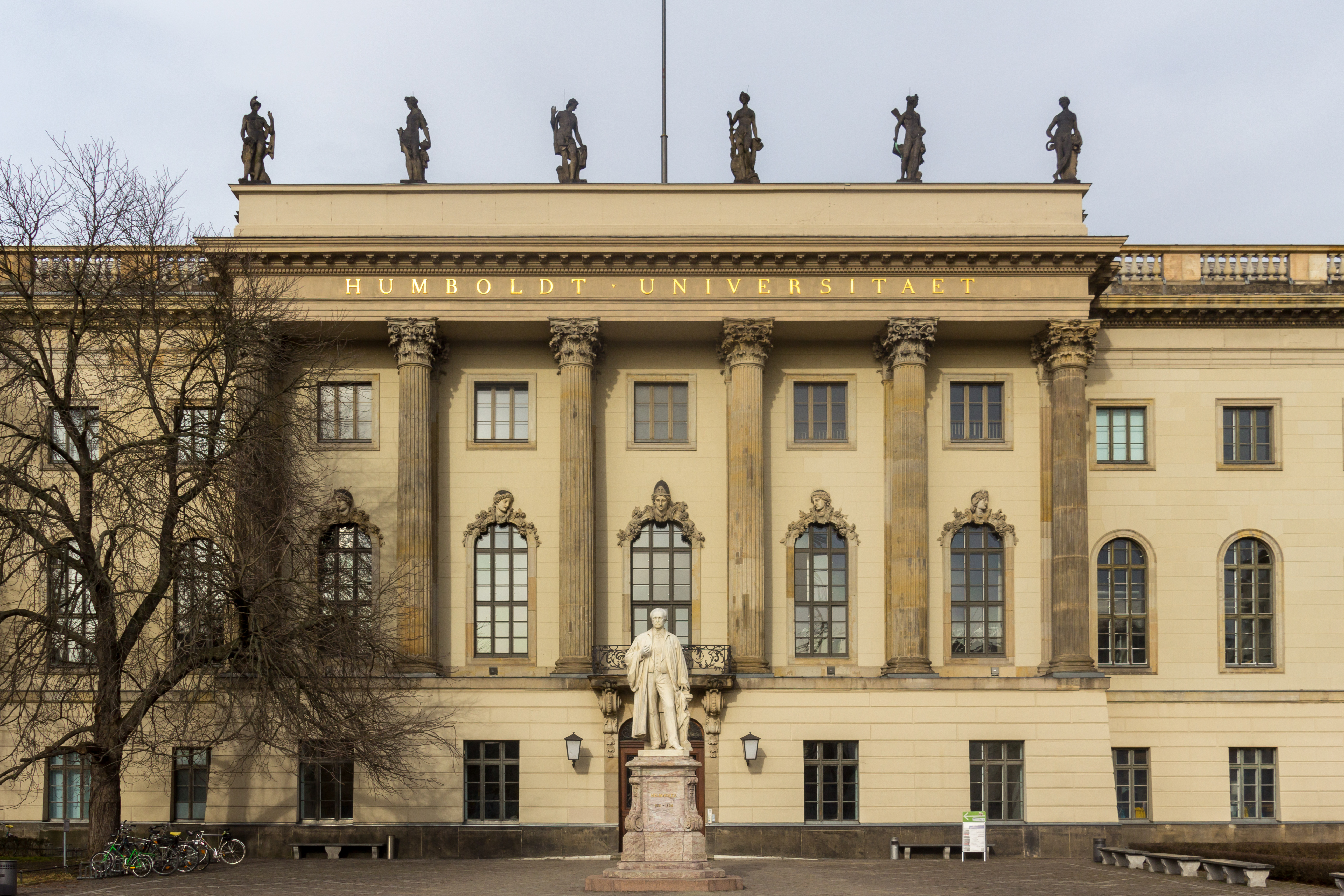
Dossiertes Sockelgeschoss (Palais des Prinzen Heinrich, Berlin)
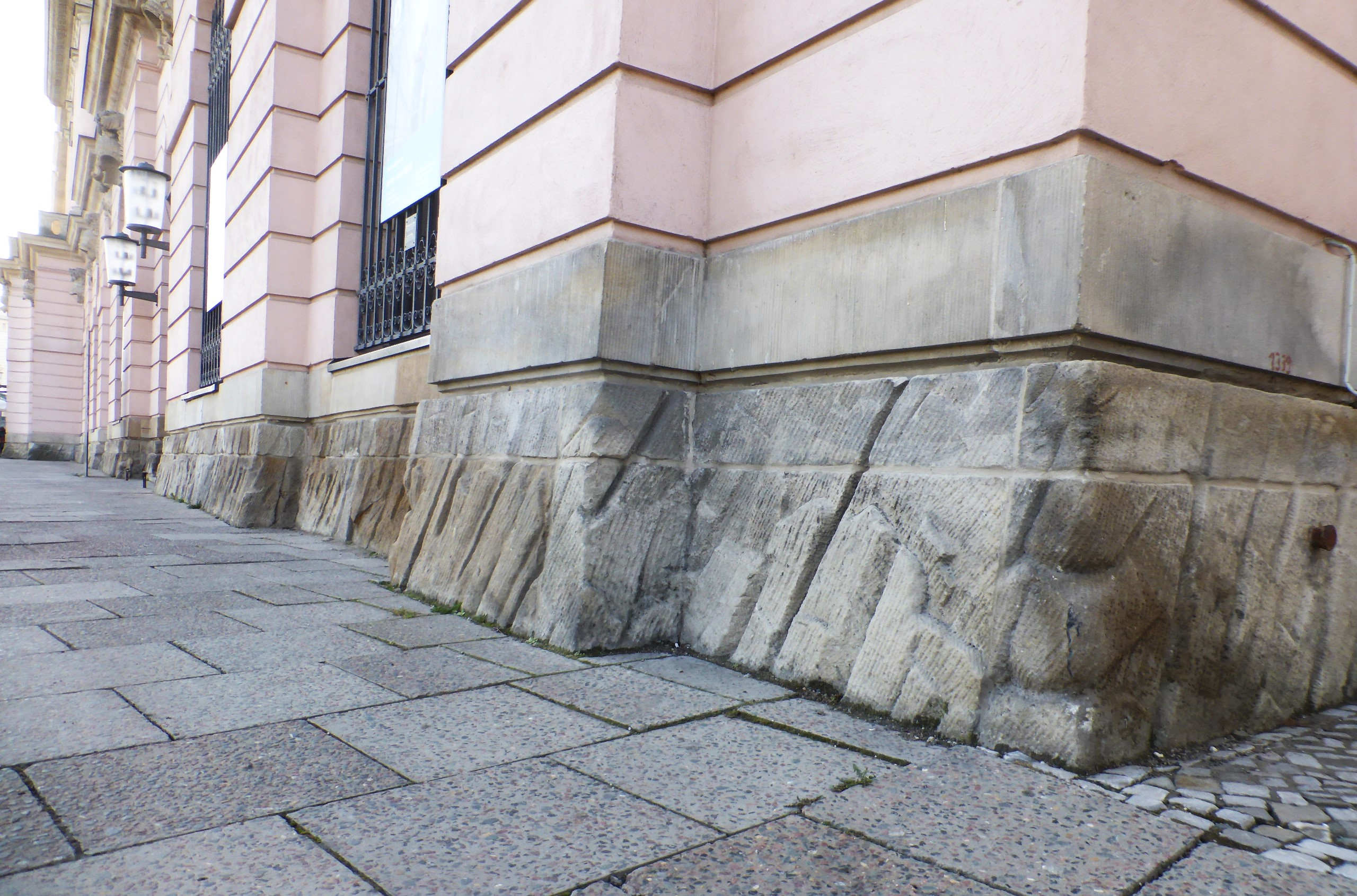
Dossierung als architektonische Zierform: Rustizierter Fassadensockel (Zeughaus Berlin)
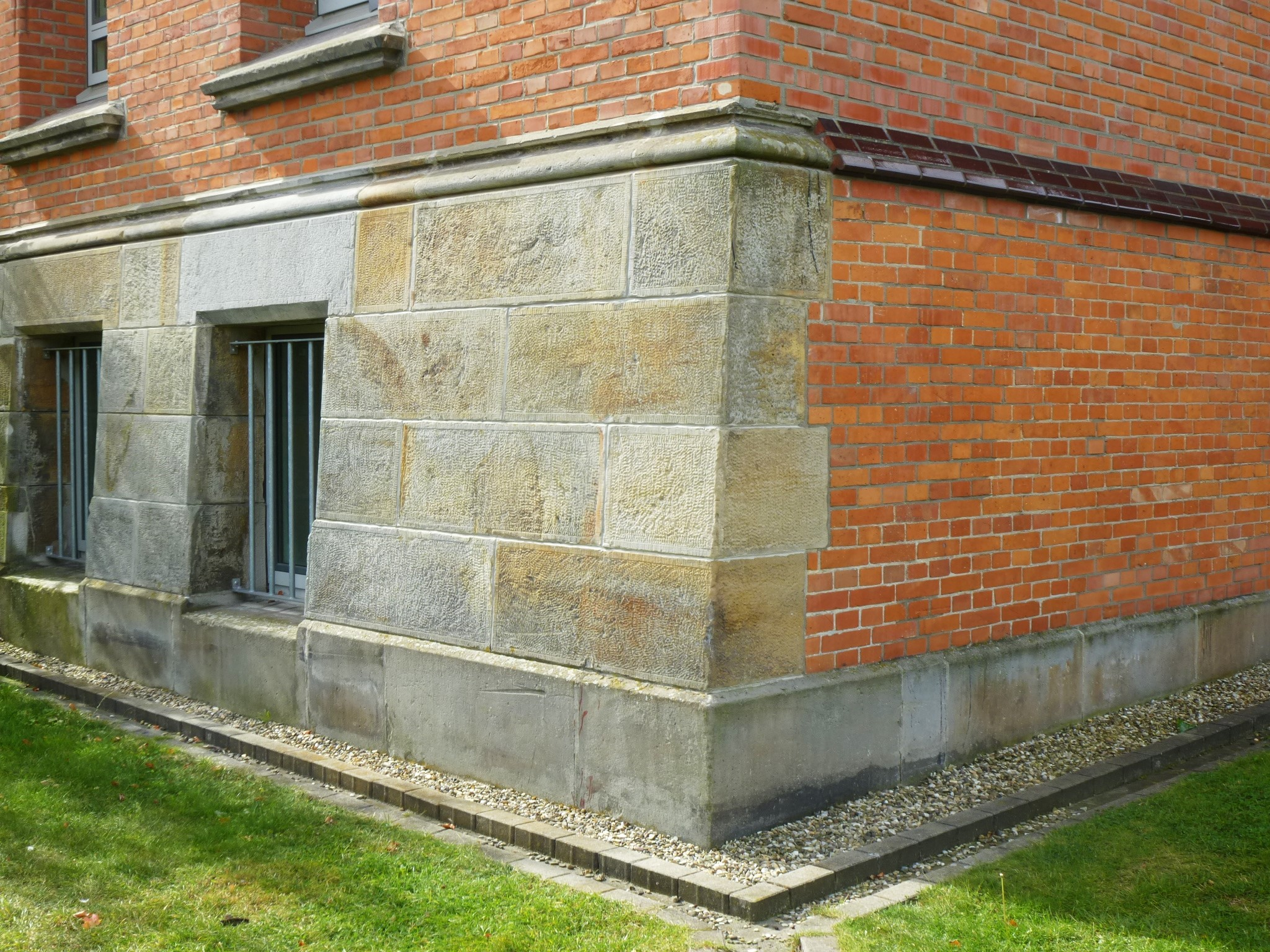
Dossierter Gebäudesockel mit horizontalen Lagerfugen (Große Infanteriekaserne Celle, heute Neues Rathaus)
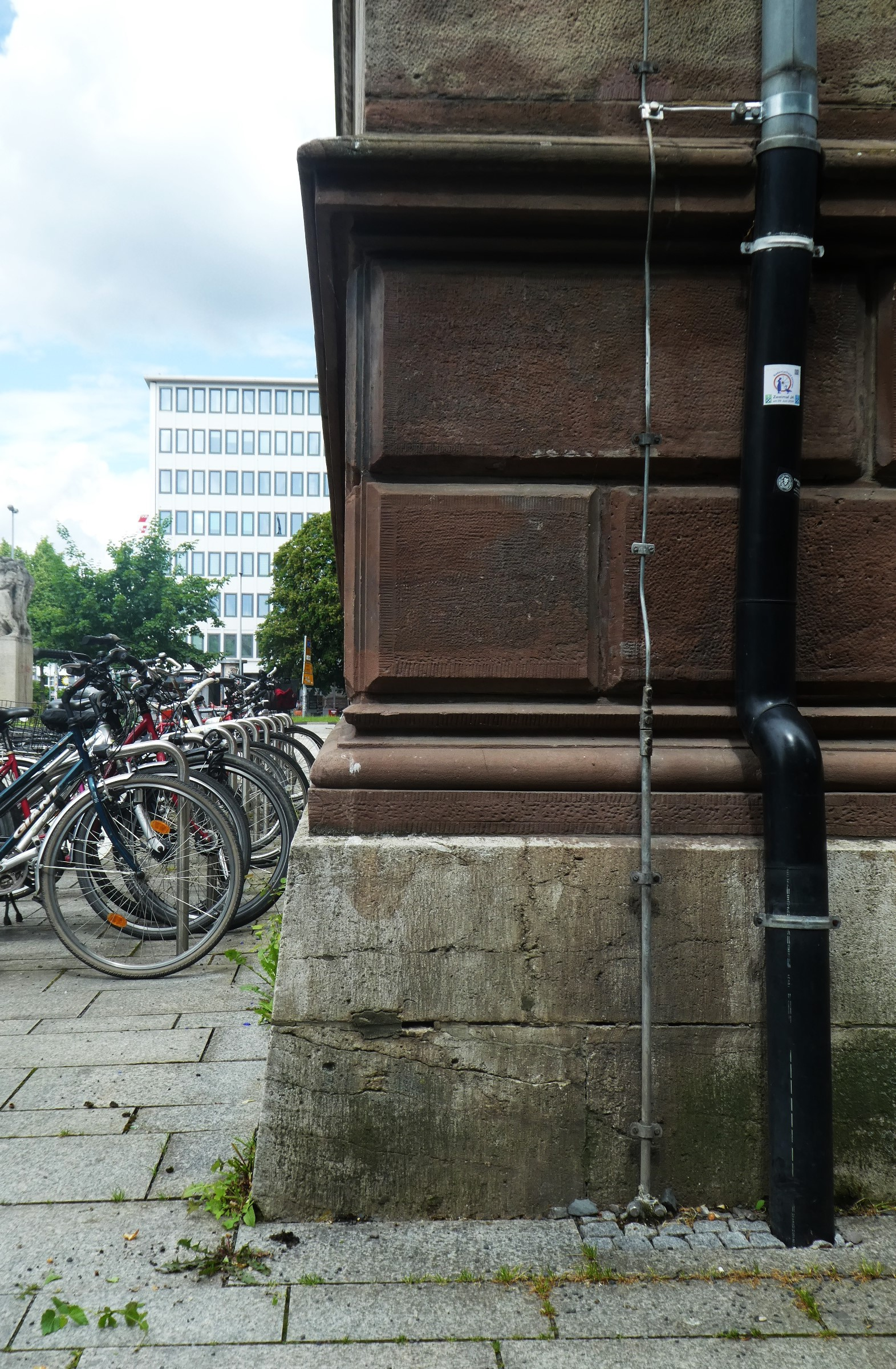
Dossierung als Zierform: Kalksteinsockel des Auditoriums Göttingen
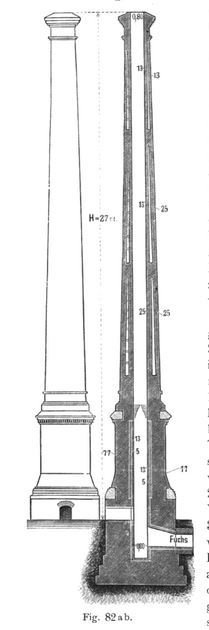
Freistehender Industrieschornstein mit Dossierung des Schaftes (Franz Stade, 1904[10])